# Euphaedra ellenbecki
Euphaedra ellenbecki är en fjärilsart som beskrevs av Arnold Pagenstecher 1902. Euphaedra ellenbecki ingår i släktet Euphaedra och familjen praktfjärilar. Inga underarter finns listade i Catalogue of Life.